# جورج بي. لوميس
جورج بي. لوميس (بالإنجليزية: George B. Loomis)‏ هو معلم موسيقى أمريكي، ولد في 10 مايو 1833 في Bennington, New York ‏ في الولايات المتحدة، وتوفي في 27 نوفمبر 1887.